# Église Notre-Dame-de-la-Divine-Grâce de Marsa
L'église Notre-Dame-de-la-Divine-Grâce de Marsa, connu également sous la nom de Ta' Celju, est une église catholique située à Marsa, sur l'île de Malte.

## Historique
Construite en 1870, elle servait surtout d'église aux travailleurs portuaires et aux gens vivant aux alentours.